# Owen Nares
Owen Ramsay Nares (Earley, 11 de agosto de 1888 – Brecon, 30 de julio de 1943) fue un actor teatral y cinematográfico de nacionalidad británica. Además de intérprete, fue autor de Myself, and Some Others (1925).

## Inicios
Nacido en Earley, Inglaterra, estudió en la Reading School. Su madre le animó a hacerse actor, y en 1908 estudió con la actriz Rosina Filippi. Al año siguiente hacía pequeños papeles en los Teatros del West End, en locales como el St. James’s Theatre. Pasados los años, y con una reputación cada vez mayor, pudo actuar junto a algunos de los más destacados actores de la época, entre ellos Herbert Beerbohm Tree, Constance Collier y Marion Terry.

## Carrera
En 1914 Nares actuó en Dandy Donovan, el primero de los 25 filmes mudos en los que participó. Los inicios de la década de 1920 fueron su período dorado, durante el cual fue primer actor trabajando en compañía de actrices de la talla de Gladys Cooper, Fay Compton, Madge Titheradge y Daisy Burrell. 
Mientras tanto, continuaba con su provechosa carrera teatral. En 1915 fue Thomas Armstrong en la pieza de Edward Sheldon Romance, representada en el Teatro Lyric, y en 1917 protagonizó con Lily Elsie en el Teatro Palace de Londres la comedia musical Pamela. También actuó junto a Meggie Albanesi en The First and the Last durante un prolongado período. Nares siguió actuando en shows representados en el West End, casi sin pausa, hasta 1926, cuando se tomó un descanso, que aprovechó para fundar una compañía propia y hacer una gira por Sudáfrica.

## Últimos años
Con la llegada del cine sonoro, su considerable experiencia teatral le proporcionó una abundante oferta de trabajo, protagonizando en poco tiempo cuatro películas. Sin embargo, ya era un actor de edad madura, y no podía representar a los atractivos personajes que encarnaba una década antes. En sus últimas seis cintas hizo papeles de reparto.
En 1942 actuó en una versión de la obra de Robert Emmet Sherwood The Petrified Forrest, que posteriormente representó en gira por el norte de Inglaterra y por Gales.
Estando de gira en Gales visitó Brecon y la The Shoulder of Mutton (actual The Sarah Siddons public house), lugar de nacimiento de la actriz Sarah Siddons. Se encontraba en la habitación en la cual nació Siddons, cuando Nares sufrió un infarto agudo de miocardio, falleciendo poco después, el 30 de julio de 1943, a los 54 años de edad. Fue enterrado en el Cementerio de Llansantffraed, en Gales.
Nares se había casado con la actriz Marie Pollini en 1910, con la que tuvo dos hijos, David y Geoffrey Nares, este último actor teatral.

## Filmografía
| - 1941 The Prime Minister - 1938 The Loves of Madame Dubarry - 1937 The Show Goes On - 1936 Head Office - 1935 Regal Cavalcade - 1934 The Private Life of Don Juan - 1933 There Goes the Bride - 1933 One Precious Year - 1933 Discord - 1932 The Love Contract - 1932 Woman in Bondage - 1932 Where is This Lady? - 1932 Aren't We All? - 1932 The Woman Decides - 1932 Frail Women - 1932 The Impassive Footman - 1931 The Office Girl - 1931 The Woman Between - 1930 The Middle Watch - 1930 Loose Ends | - 1927 This Marriage Business - 1926 The Sorrows of Satan - 1924 Miriam Rozella - 1924 Young Lochinvar - 1923 The Indian Love Lyrics - 1922 Brown Sugar - 1920 The Last Rose of Summer - 1920 All the Winners - 1919 Edge O'Beyond - 1919 Gamblers All - 1918 Onward Christian Soldiers - 1918 The Man Who Won - 1917 One Summer's Day - 1917 The Labour Leader - 1917 Flames - 1916 Just a Girl - 1916 Milestones - 1914 Danny Donovan, the Gentleman Cracksman |